# بروس دوغلاس
بروس دوغلاس (9 أبريل 1964 في الولايات المتحدة - ) (بالإنجليزية: Bruce Douglas)‏ هو لاعب كرة سلة أمريكي في مركزي مدافع مسدد الهدف وهجوم خلفي. لعب مع سكرامنتو كينغز.

## وصلات خارجية
- بروس دوغلاس على موقع إن بي أي (الإنجليزية)
- بروس دوغلاس على موقع سبورتس رفرنس (الإنجليزية)
- بروس دوغلاس على موقع كلية كرة السلة في سبورتس رفرنس.كوم (الإنجليزية)
- بروس دوغلاس على موقع ريلجم (الإنجليزية)